# 中原飛行場
中原飛行場（チュンウォンひこうじょう、朝鮮語: 중원비행장）は、大韓民国忠清北道忠州市にある飛行場である。正式名称は中原戦闘飛行場（朝鮮語: 중원전투비행장）である。第19戦闘航空団が駐屯している。